# Ministère de l'Éducation universitaire
Le ministère de l'Éducation universitaire (Ministerio del Poder Popular para la Educación Universitaria, en espagnol, littéralement, « ministère du Pouvoir populaire pour l'Éducation universitaire ») est un ministère du gouvernement du Venezuela, créé le 1er avril 2019. Sa titulaire actuelle est la sociologue Sandra Oblitas depuis le 17 avril 2023, en remplacement de Tibisay Lucena morte en exercice la semaine précédente.

## Chronologie
Le ministère est l'héritier de plusieurs portefeuilles successifs, d'abord né de la fusion du ministère de la Science, de la Technologie et de l'Innovation avec le ministère de l'Éducation universitaire en septembre 2014. Puis le 1er avril 2019, le ministère est de nouveau divisé en ministère de l'Éducation universitaire dont le titulaire César Trómpiz depuis août 2019 et ministère de la Science et de la Technologie dont la titulaire est Gabriela Jiménez depuis le 6 juin 2019.

## Liste des ministres

### Ministres de l'Éducation universitaire (2019-2024)
| Image | Nom            | Parti | Début         | Fin  |
| ----- | -------------- | ----- | ------------- | ---- |
|       | Sandra Oblitas |       | 17 avril 2023 | 2024 |

|-
| 
| Tibisay Lucena
| 
| 19 octobre 2021
| 12 avril 2023 
|-
| 
| César Trómpiz
| 
| 12 août 2019
| 19 octobre 2021
|}

### Ministres de l'Éducation universitaire, de la Science et de la Technologie (2014-2019)
| Image | Nom                       | Parti | Début            | Fin              |
| ----- | ------------------------- | ----- | ---------------- | ---------------- |
|       | Hugbel Roa                |       | 4 janvier 2017   | 31 mars 2019 (?) |
|       | Jorge Arreaza             |       | 6 janvier 2016   | 4 janvier 2017   |
|       | Manuel Fernández Meléndez |       | 2 septembre 2014 | 6 janvier 2016   |